# Zelotes tongdao
Zelotes tongdao este o specie de păianjeni din genul Zelotes, familia Gnaphosidae, descrisă de Yin, Bao și Zhang, 1999. Conform Catalogue of Life specia Zelotes tongdao nu are subspecii cunoscute.